# Bradycellus schuelkei
Bradycellus schuelkei is een keversoort uit de familie van de loopkevers (Carabidae). De wetenschappelijke naam van de soort is voor het eerst geldig gepubliceerd in 1996 door Jaeger & Wrase.